# Єдиний дозвільний центр (офіс)
Єдиний дозвільний центр (офіс) (англ. One stop shop) — робочий орган відповідної міської ради або районної/обласної адміністрації, у якому представники місцевих дозвільних органів (СЕС, управління архітектури, управління земельних ресурсів тощо) та державний адміністратор діють за принципом організаційної єдності щодо видачі документів дозвільного характеру, переоформлення, видачі дублікатів, анулювання документів дозвільного характеру.
Дозвільна діяльність державних органів відноситься до державної дозвільної політики та через зниження бюрократизму має чинити значний позитивний вплив на рівень інвестиційної привабливості територій.
Дозвільна політика містить у собі певну правову філософію і ідеологію, згідно з якою приймаються певні норми, впроваджуються (або ж, навпаки, скасовуються) процедури, які стосуються дозвільної системи. Поле, на якому розгортається дозвільна політика, включає в себе дозвільне провадження, а також цілу низку інших відносин і способів регулювання, які виходять за межі цього провадження, але є близькими за метою та соціальним спрямуванням.
Поняття «дозвіл» має певні усталені, але не безспірні в правовій науці тлумачення. Під дозволом розуміється офіційне санкціонування уповноваженими органами (посадовими особами) певних дій фізичних і юридичних осіб, яке здійснюється з метою забезпечення громадської безпеки, законності, охорони правопорядку, життя і безпеки громадян. Зазначена мета обумовлює запровадження та існування дозвільної системи в державі.

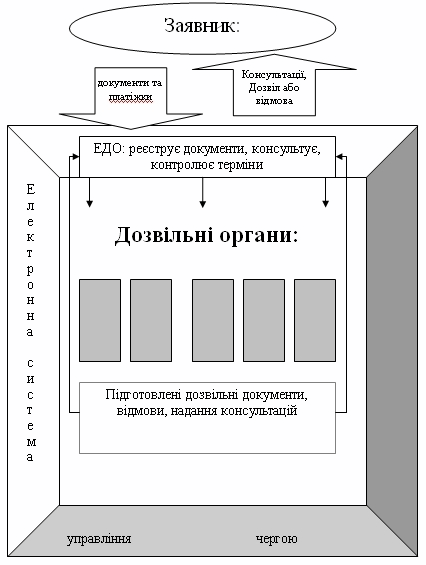
Принципова схема роботи ЄДО

## Показники результативності роботи Єдиного дозвільного офісу
1. Витрати часу заявника на проходження повного комплексу дозвільних процедур.
2. Витрати грошей заявника на проходження повного комплексу дозвільних процедур.
3. Рівень поінформованості заявника про дозвільні процедури.
4. Рівень корупції.

## Історія започаткування дозвільних центрів в Україні

### Період до набуття чинності Закону України «Про дозвільну систему у сфері господарської діяльності» Робота проекту БІЗПРО[2].
У 2004 — на початок 2005 роках за методологічної, консультаційної та технічної допомоги проекту БІЗПРО (USAID) було відкрито «єдині офіси» більше ніж у тридцяти містах України (Коломиї, Вінниці, Луганську, Красному Лучі, Алчевську, Стаханові, Рубіжному, Сніжному, Артемівську, Червонограді, Дрогобичі, Вознесенську, Білгород-Дністровському, Чорноморську, Тернополі, Чернівцях, Чугуєві, Куп'янську, Сумах, Шепетівці, Кам'янець-Подільському, Токмаку, Мелітополі, Бердянську, Кременчуці, Миргороді, Комсомольську, Красноперекопську, Коростені, Конотопі, Броварах, Прилуках). А у липні 2005 року відкрито «єдині офіси» ще в п'яти містах (Івано-Франківську, Калуші, Рівному, Каховці, Полтаві).
За час роботи у сфері відкриття дозвільних «єдиних офісів» фахівцями проекту БІЗПРО були напрацьовані відповідні матеріали, серед яких у тому числі й методологія створення дозвільних «єдиних офісів».

### Період після набуття чинності Закону України «Про дозвільну систему у сфері господарської діяльності» (2006—2010 роки)
Цей період характеризується намаганнями покращити роботу діючих дозвільних офісів та відкрити нові. Практично було відкрито дозвільні офіси в усіх містах та районах. Як позитив можна відзначити те, що відбувалося підвищення рівня кадрового забезпечення, поліпшення матеріальної бази Єдиних офісів, відбувалася паспортизація.
Було зменшено рівень залучення технічної допомоги щодо відкриття Єдиних офісів (працював єдиний проект ЛІНК — Локальні інвестиції та конкурентоспроможність).
Згідно з даними Держкомпідприємництва про моніторинг роботи Єдиних офісів протягом 2010 року дозвільними центрами зареєстровано:
- 558 714 звернень суб'єктів господарювання;
- 316 283 видано документів дозвільного характеру;
- 452 464 надано консультацій;
- 10 293 зареєстровано декларацій.

В Україні за час роботи дозвільних центрів станом на 01.01.2011 дозвільними центрами:
— зареєстровано — 558 714 звернень суб'єктів господарювання (що на 4% менше порівняно з відповідним періодом попереднього року).
Так, у Дніпропетровській області, Донецькій області, м. Києві, Черкаській, Житомирській, Львівській, Волинській, Херсонській, Полтавській, Рівненській, Івано-Франківській, Київській, Миколаївській, Сумській, Тернопільській областях — зафіксовано зниження показників.
Показники зростання зафіксовано в: АР Крим, Луганській області, Запорізькій, Одеській, Кіровоградській, Вінницькій, Закарпатській, Чернігівській областях, м. Севастополі, Харківській, Чернівецькій, Хмельницькій областях.
— видано — 316 283 документи дозвільного характеру (що на 9% менше порівняно з відповідним періодом попереднього року).
У дозвільних центрах Донецької, Черкаської, Волинської областей, м. Києва, Харківської, Дніпропетровської, Запорізької, Херсонської, Львівської, Івано-Франківської, Сумської, Рівненської, Чернівецької, Миколаївської, Тернопільської, Кіровоградської областей — показники знизились.
У Луганській, Вінницькій, Чернігівській, Закарпатській областях, АР Крим, місті Севастополі, Київській, Одеській, Хмельницькій, Полтавській, Житомирській областях показники видачі документів дозвільного характеру дозвільними центрами покращились.
— надано 452 464 консультацій (що на 0,3% менше порівняно з відповідним періодом попереднього року).
Зокрема, у дозвільних центрах Дніпропетровської, Донецької, Волинської, Львівської, Кіровоградської областей, м. Києва, Черкаської, Херсонської, Івано-Франківської, Запорізької, Хмельницької областей ці показники знизились.
Дозвільні центри Миколаївської, Чернігівської, Одеської, Вінницької областей, АР Крим, Харківської, Луганської, Житомирської, Полтавської, Закарпатської, Київської, Сумської, Чернівецької, Рівненської областей, м. Севастополь, Тернопільської області свої показники покращили.
— зареєстровано 10 293 декларацій (що на 4% менше порівняно з відповідним періодом попереднього року).
Спад показників спостерігається у Луганській, Донецькій, Івано-Франківській, Київській, Волинській, Херсонській, Рівненській, Одеській, Кіровоградській областях, м. Києві, Тернопільській, Запорізькій, Закарпатській, Чернігівській, Дніпропетровській, Миколаївській, Сумській, Черкаській, Полтавській, Житомирській областях.
Показники зростання зафіксовано в дозвільних центрах Харківської, Вінницької, Хмельницької областей, АР Крим, Львівської, Чернівецької областей, м. Севастополь.
Станом на 1 січня 2011 року зафіксовано зниження показників роботи дозвільних центрів у порівнянні з відповідним періодом попереднього року. Це пояснюється зниженням підприємницької активності у зв'язку з низкою проблемних питань в процесі їх діяльності, зокрема, у фінансово-кредитній сфері.
Відповідний аналіз діяльності існуючих дозвільних центрів показав, що станом на 01.01.2011 в Україні залишається стала тенденція превалювання кількості звернень суб'єктів господарювання до адміністратора над зверненнями до місцевих дозвільних органів (у 1,2 раза), відповідно кількості виданих документів дозвільного характеру (у 1,4 раза), надання консультацій про видачу документів дозвільного характеру (у 1,6 раза) та зареєстрованих декларацій (у 1,7 раза).
Щодо подання паспортів дозвільних центрів з оновленням інформації для їх розміщення на вебсайті Держкомпідприємництва
Райдержадміністраціями та міськвиконкомами проведена відповідна робота щодо оновлення та заповнення паспортів дозвільних центрів.
Станом на 01.12.2010 до Держкомпідприємництва надані 592 (87%) оновлених паспортів дозвільних центрів. Не надано оновленої інформації паспортів дозвільних центрів Радою Міністрів АР Крим, Дніпропетровською та Запорізькою обласними державними адміністраціями.
На даний час, ведеться робота щодо узагальнення та поновлення інформації стосовно змісту паспортів дозвільних центрів. Найближчим часом вказану інформацію буде розміщено на офіційному вебсайті Держкомпідприємництва.
Щодо забезпечення ведення державними адміністраторами та дозвільними органами (центральними органами виконавчої влади) Реєстру документів дозвільного характеру.
Станом на 04.01.2011 в Україні підключено 744 користувачі Реєстру (з 765, які подавали заявку на підключення). Із числа підключених, 735 (98,8%) користувачів входили у систему, а 511 (70%) користувачів входили у систему та здійснили 634843 реєстраційні дії (додаток).
Слід зазначити, що у Вінницькій, Волинській, Житомирській, Закарпатській, Запорізькій, Київській, Кіровоградській, Луганській, Полтавській, Сумській, Чернігівській областях та м. Севастополі до Реєстру підключені всі адміністратори.
Закінчується робота з підключення адміністраторів у Одеській, Івано-Франківській, Харківській, Хмельницькій, Миколаївській областях, підключено від 90% адміністраторів.
У Львівській, Дніпропетровській, Рівненській, Херсонській, Черкаській областях та АР Крим підключено від 60% до 90% адміністраторів.
Більше половини адміністраторів підключено до Реєстру у Тернопільській, Чернівецькій областях та м. Києві (від 50% до 60%).
Найгірші показники у Донецькій області (48%). Для 35 із 64 адміністраторів Донецької області згенеровано логін і пароль та ведуться організаційні роботи щодо подальшого підключення користувачів до Реєстру.

### Сучасний стан
7 квітня 2011 року Верховна Рада ухвалила Закон України "Про внесення зміни до Закону України «Про дозвільну систему у сфері господарської діяльності» (реєстр. № 7176 від 28.09.2010 р., внесений Кабінетом Міністрів України).
Тепер, абсолютно безальтернативно, видача документів дозвільного характеру місцевими дозвільними органами буде здійснюватися за принципом організаційної єдності. Суб'єкт господарювання за одержанням документів дозвільного характеру (переоформлення, видача дублікатів, анулювання), що видаються місцевими дозвільними органами, має звертатися лише до державного адміністратора в дозвільному центрі.
До прийняття Закону діяла норма, відповідно якої заявник мав право звертатися на вибір або безпосередньо до дозвільного органу, або, якщо це було необхідно — то до Єдиного офісу (центру). Закон «про дозвільну систему», прийнятий у 2005 році надавав право місцевому самоврядуванню поліпшувати роботу Єдиних офісів, зокрема у напрямку забезпечення «організаційної єдності», забезпечувати в офісі присутність усіх дозвільних органів міста. Проведений нами аналіз роботи Єдиних офісів свідчить, що далеко не усі українські міста ефективно справлялися із цією задачею. У найкращому випадку, принцип працював на 50%. Тобто ініціатива «знизу» не прижилась.
Відтак, а суб'єктом законодавчої ініціативи виступив КМУ, місцевим владам, дозвільним органам, і що саме головне — суб'єктам господарювання, згідно з чинним законодавством прийдеться пристосовуватися до нового порядку. А зробити це буде досить складно, оскільки, ще восени 2010 року, Головним науково-експертним управлінням Верховної ради, за результатами розгляду у першому читанні проект Закону України "Про внесення змін до Закону України «Про дозвільну систему у сфері господарської діяльності» пропонувалося відхилити. Зокрема, у висновку експертного органу ВР йдеться про те, що сам державний адміністратор відповідні дозвільні документи не видає, він згідно з частиною 8 ст. 7 Закону України «Про довільну систему у сфері господарської діяльності» лише передає заяву про його видачу та документи, що додаються до неї, до місцевих дозвільних органів, які безпосередньо приймають рішення про видачу відповідного дозвільного документу або про відмову у його видачі. Отже державний адміністратор за природою своєї діяльності є посередником у відносинах між суб‘єктами господарювання та довільними органами. При цьому загальновідомим є те, що участь посередника у будь-якому ланцюгу діяльності означає, принаймні, збільшення як часу, так і витрат, необхідних для отримання результату. Крім цього, монополізація видачі дозвільних документів в однієї особи, на думку експертів Верховної ради, може призвести до збільшення рівня корупції при оформленні таких документів.
На думку керівника проектів АЦ "Бюро економічних та соціальних досліджень", Вадима Штефана, проголосований депутатами документ все ж-таки має свої позитиви, зокрема:
1. Документ концентрує відповідальність за дозвільну сферу цілого міста на одній єдиній особі — державному адміністраторі, який є, згідно з Законом є безпосередньо підпорядкованим міському голові.
2. Документ, напевно загострить ті внутрішні протиріччя, які є у багатовідомчому дозвільному законодавстві, і які за власний кошт приходилось узгоджувати заявнику.
3. Серед показників ефективності роботи, що впливатимуть, на преміювання державного адміністратора, тепер можна буде встановити показник витрат часу та грошей заявників на проходження дозвільних процедур.
4. Виконання Закону, зокрема адміністратором ЄДО, дасть змогу заявнику спланувати свою діяльність і свої витрати на повне проходження всього комплексу дозволів.
«Труднощі, що безперечно виникнуть у підприємців та дозвільних органів, у зв'язку із прийняттям зазначених вище змін або спонукатимуть владу до поліпшення ситуації, або, вплинуть на зростання протестних настроїв у суспільстві. У будь-якому разі для набуття чинності Закону необхідний підпис Президента.» — відмічає Вадим Штефан.
Під час обговорення на круглому столі[недоступне посилання з червня 2019] Денис Удалов, представник спеціально уповноваженого органу Центральної виконавчої влади з питань регуляторної політики у м. Києві, Київській, Полтавській областях порекомендував поступово розвивати електронне урядування для полегшення видачі дозволів. Головна проблема полягає саме в урегулюванні дозвільної системи, адже заявник повинен подавати потрібні документи і отримувати необхідні дозволи, а не бігати від одного органу до іншого за кожною довідкою. Тим паче, що вже давно працює єдина електронна система реєстру, але всі інстанції просять витяги про реєстрацію суб'єкта господарювання, а це коштує 68 гривень. Чи не простіше було б просто переглянути в електронній системі?

## Громадський моніторинг діяльності Єдиних дозвільних центрів
Коаліція громадських організацій з моніторингу роботи єдиних дозвільних центрів (ЄДЦ) проекту "Сприяння активній участі громадян у протидії корупції «Гідна Україна», що об'єднала шість неурядових організацій з різних областей України, оприлюднила результати здійсненого нею громадського моніторингу діяльності ЄДЦ.
Громадський моніторинг мав своїми завданнями визначити перепони (недоліки), що створюють можливості для розвитку корупційних проявів у сферах нормативно-правового забезпечення діяльності ЄДЦ у 17 містах та районах Івано-Франківської, Київської, Луганської, Миколаївської, Хмельницької, Чернігівської областей та Автономної Республіки Крим.
Також він допоміг виявити найкращі практики у впровадженні ЄДЦ та розробити рекомендації щодо вдосконалення роботи ЄДЦ, визначити обсяг та якість послуг, які надаються ЄДЦ, а також політики місцевої влади щодо ЄДЦ.
Громадський моніторинг показав, що єдині дозвільні центри як явище позитивно сприймаються як суб'єктами господарювання, так і представниками дозвільних органів. Майже 80% опитаних підприємців та 65% представників дозвільних органів вважають існування дозвільних центрів виправданим.